# StarCraft
StarCraft là trò chơi điện tử chiến lược thời gian thực loại khoa học quân sự viễn tưởng do Blizzard Entertainment phát triển. Trò chơi đầu tiên của thương hiệu Starcraft được phát hành cho Microsoft Windows vào ngày 31 tháng 3 năm 1998.. Với hơn 11 triệu bản bán ra trên toàn thế giới vào tháng 2 năm 2009, nó là một trong những trò chơi bán chạy nhất trên máy tính cá nhân . Một phiên bản cho Mac OS cũng được phát hành vào tháng 3 năm 1999 và một bản cho Nintendo 64 mà Blizzard cộng tác với Mass Media Interactive Entertainment được phát hành vào ngày 13 tháng 6 năm 2000 .
Với cốt truyện ở thế kỷ 26, trò chơi xoay quanh ba chủng tộc đấu tranh cho sự thống trị trong một phần xa của dải Ngân hà được gọi là Koprulu Sector: Terran là con người lưu vong từ Trái Đất có khả năng thích ứng với mọi tình huống; Zerg là chủng tộc ngoài hành tinh có hình dáng côn trùng theo đuổi sự hoàn hảo về di truyền, bị ám ảnh với việc đồng hóa các chủng tộc khác; và Protoss một chủng tộc hình người với công nghệ tiên tiến và khả năng tâm linh, cố gắng bảo tồn nền văn minh và triết học chặt chẽ của họ khỏi Zerg. Trò chơi đã được ca ngợi cho việc tiên phong sử dụng các phe phái độc đáo của trò chơi chiến lược thời gian thực  và cho một câu chuyện hấp dẫn .
Starcraft được đánh giá là có sự cân bằng hoàn hảo giữa các chủng tộc hoàn toàn khác nhau và yêu cầu tốc độ điều khiển rất cao từ người chơi. Ngoài ra chiến thuật đánh nhanh thắng nhanh rất hiệu quả trong Starcraft cũng là một điểm nổi bật so với các trò chơi chiến lược thời gian thực khác.Sau đó, Blizzard đã có ý định tiếp tục câu truyện của StarCraft bằng việc phát triển game nhập vai StarCraft: Ghost song nó đã bị ngưng lại với nhiều lý do . Phần tiếp theo chính thức, StarCraft II, đã được công bố vào ngày 19 tháng 5 năm 2007.

## Cách chơi

Hình chụp của trò chơi StarCraft - căn cứ của Terran

Việc Blizzard Entertainment sử dụng 3 chủng tộc khác biệt trong StarCraft được cho là đã cách mạng hóa thể loại Game chiến lược thời gian thực  (ngoài ra còn có chủng tộc Xel'Naga chỉ được đề cập đến trong câu truyện của trò chơi như là một chủng tộc có nền văn minh rực rỡ từ rất xa xưa song hiện tại đã bị tuyệt chủng bởi Zerg và Protoss (có ý kiến cho rằng chủng tộc này còn rải rác ngoài vũ trụ). Tất cả các đơn vị đều đặc trưng cho chủng tộc của mình, tuy có thể so sánh máy móc giữa các đơn vị quân trong cây công nghệ, nhưng mỗi đơn vị lại đòi hỏi phải các chiến thuật khác nhau để có thể chiến thắng. Protoss sở hữu những đơn vị uy lực, máy móc và công nghệ tiên tiến như lá chắn năng lượng và khả năng dịch chuyển nhờ sức mạnh tâm linh của họ. Tuy nhiên, lực lượng của Protoss rất tốn kém và phát triển mất nhiều thời gian nên chủng tộc này khuyến khích người chơi đi theo chiến lược về chất lượng hơn là số lượng . Zerg có các đơn vị và công trình hoàn toàn hữu cơ, có thể được sản xuất tại chỗ một cách nhanh chóng và rẻ hơn, nhưng lại yếu hơn, phải dựa vào số lượng tuyệt đối và tốc độ để áp đảo kẻ thù . Terran thì đứng giữa 2 chủng tộc kia, được cung cấp các đơn vị linh hoạt và mềm dẻo. Họ sở hữu những đơn vị hỏa lực, máy móc, chẳng hạn như xe tăng và vũ khí hạt nhân . Mặc dù mỗi chủng tộc có những nét độc đáo riêng, nhưng không chủng tộc nào là có lợi thế tuyệt đối so với những chủng tộc còn lại. Mỗi chủng tộc đều được tính toán kỹ lưỡng, khiến chúng tuy có các thế mạnh khác nhau nhưng xét trên tổng thể thì sức mạnh của các chủng tộc vẫn cân bằng. Sự cân bằng được dần hoàn thiện thông qua các bản vá lỗi thường xuyên (cập nhật trò chơi) được cung cấp bởi Blizzard .
StarCraft có tính năng thông minh nhân tạo quy mô khá khó, mặc dù người chơi không thể thay đổi mức độ khó khăn trong chiến dịch chơi đơn. Mỗi chiến dịch bắt đầu với phe đối phương chạy chế độ AI dễ dàng, nhân rộng thông qua quá trình để đến chế độ AI khó nhất. Trong trình biên tập cung cấp cho trò chơi, một nhà thiết kế có quyền truy cập đến 4 mức độ AI khó khăn: "dễ dàng", "trung bình", "khó" và "mất trí", mỗi thiết lập khác nhau trong các đơn vị và công nghệ cho phép AI lên kế hoạch chiến lược và chiến thuật này . Phần chiến dịch chơi đơn bao gồm 30 nhiệm vụ, chia thành 10 cho mỗi chủng tộc. Đầu tiên, người chơi bắt đầu với chủng tộc Terran sau đó tới Zerg và cuối cùng là Protoss. Mở đầu và cuối mỗi phần chơi của một chủng tộc là những đoạn phim 3D để minh họa cho cốt truyện của trò chơi. Sau khi kết thúc cả ba phần, người chơi có thể tiếp tục bằng phần chơi tự chọn (Custom play), ở phần chơi này người chơi có thể chọn lựa chủng tộc cho mình, cho đối phương, chọn bản đồ, số lượng đối thủ v..v.. Đối thủ trong phần chơi này là AI của trò chơi với mức độ không quá khó để người chơi có thể trau dồi kỹ năng. Có hai cách chọn AI cho đối thủ là Melee và Free for All. Với Melee, người chơi phải đồi đầu với tất cả đối thủ AI, điều này có nghĩa là các đối thủ AI liên minh với nhau và người chơi là quân địch duy nhất. Còn với Free for All thì tất cả các đối thủ bao gồm cả người chơi lẫn AI đều là quân địch của nhau.

### Quản lý tài nguyên
Các chủng tộc đều cần hai loại tài nguyên để duy trì nền kinh tế và xây dựng lực lượng: khoáng sản (Mineral) và khí đốt (Vespene Gas). Chúng được khai thác bởi các công nhân khai thác ("SCV" - Terran, "Drone" - Zerg và "Probe" - Protoss) và sẽ được đưa về căn cứ chính ("Command Center" - Terran, "Hatchery" - Zerg và "Nexus" - Protoss); người chơi có thể xây thêm căn cứ chính ở những vị trí khác cũng có mỏ khoáng sản trên bản đồ để tăng cường tài nguyên. Khoáng sản, có hình dáng như những khối pha lê màu xanh chồi lên từ lòng đất, cần thiết cho tất cả các đơn vị và công trình, thu được bằng cách sử dụng một công nhân khai thác trực tiếp. Khí đốt, nằm trong các chỏm núi và đòi hỏi phải có nhà máy chế biến ("Refinery" - Terran, "Extractor" - Zerg và "Assimilator" - Protoss) được xây ngay tại đó, cần thiết cho những đơn vị, công trình cấp cao hơn và những sự nâng cấp vũ khí.

### Xây dựng căn cứ
Công trình của Protoss và Zerg được giới hạn đến các địa điểm cụ thể: công trình Protoss cần phải được liên kết với một mạng lưới năng lượng , trong khi hầu hết các công trình của Zerg phải được đặt trên một tấm thảm sinh khối, được gọi là "creep", đó là sản phẩm của các công trình nhất định . Công trình Terran có ít hạn chế, với một công trình chính nhất định sở hữu khả năng cất cánh và bay từ từ đến vị trí mới . Công trình Terran tuy nhiên lại yêu cầu đơn vị lao động tiếp tục xây dựng cho đến khi nó được hoàn tất. Ngoài ra, khi một công trình Terran nhận được một thiệt hại nhất định, nó sẽ bắt lửa và cuối cùng biến mất mà không có bất kì hành động nào của đối phương, mặc dù điều này có thể được ngăn ngừa bằng cách sửa chữa thực hiện bởi một đơn vị công nhân. Protoss, ngược lại, chỉ cần một đơn vị lao động để bắt đầu quá trình vận chuyển một tòa nhà đến vị trí hoạt động thông qua các sợi liên kết, và lá chắn công trình của họ (nhưng không phải chính công trình) có khả năng tự phục hồi. Đơn vị công nhân Zerg thì biến đổi thể chất thành công trình, có khả năng tự phục hồi.
Mỗi công trình trong trò chơi lại có những công dụng riêng, trong khi quân đội được huấn luyện từ các nhà sản xuất quân thì một số công trình khác dùng để nâng cấp sức mạnh cho toàn quân đội hay nghiên cứu để có thể tạo ra được những đơn vị hay xây được các công trình cao cấp. Tạo ra mỗi đơn vị tốn một lượng tài nguyên cùng với một số lượng đòi hỏi về sự cung cấp quân nhu khác nhau. Số lượng quân tối đa người chơi có thể tạo phụ thuộc vào số lượng nhà cung cấp mà bạn có ("Supply Depot", "Overlord" và "Pylon") và số lượng cao nhất của sự cung cấp cho một chủng tộc là 200 - điều đó có nghĩa số lượng các đơn vị trong một chủng tộc cũng bị giới hạn. Khả năng xây dựng căn cứ mới, bảo vệ căn cứ, do thám đối phương, sử dụng tài nguyên hợp lý xây dựng quân đội và điều khiển quân chiến đấu là những yếu tố quyết định thắng lợi.

### Phần chơi mạng
Như nhiều game chiến lược khác, StarCraft hỗ trợ chế độ thi đấu giữa các người chơi với nhau (multiplayer). Đây là điều đặc biệt có ý nghĩa với sự thành công của game trong khi trí tuệ nhân tạo (AI) của game khá kém khi phải đương đầu với những người chơi giàu kinh nghiệm. Một người chơi StarCraft đẳng cấp cao có thể một mình đánh bại máy trong trận chiến 1 đấu 7 chỉ trong 45 phút.
StarCraft hỗ trợ chơi qua mạng nội bộ LAN, qua kết nối dial-up, qua internet thông qua kênh battle.net của Blizzard và qua kết nối máy tính của cổng COM. Tám người chơi có thể cùng chơi một lúc qua mạng LAN và battle.net, bốn người cho kết nối cáp trực tiếp và hai người cho kết nối qua modem . Battle.net là nơi cung cấp dịch vụ chơi trực tuyến miễn phí của Blizzard, ở đây, những người say mê StarCraft đã gặp nhau để chơi thành nhóm chống lại các đối thủ được máy tính điều khiển hay đấu với những nhóm chơi khác. Trong các trận đấu tập thể, nhiều người chơi có thể trong cùng một đội, cùng điều khiển một đơn vị hay chơi trong những đội riêng nhưng liên minh với nhau vì thế không lo sợ tấn công nhầm nhau.Các phe cánh dần phát triển để qui tụ những nhóm người chơi và để cạnh trạnh với các phe nhóm khác. Những phe này được tập trung lại với nhau do sự gặp gỡ ngẫu nhiên, do quan hệ ngoài xã hội hay do những mục đích chung như để chiến thắng những giải đấu lớn có tổ chức .
Trong chế độ thi đấu nhiều người trực tuyến này, một số người chơi đã can thiệp, sửa đổi các client của StarCraft - phần mềm trò chơi được cài trên PC của người chơi để có thể tham gia chơi trực tuyến - để được hưởng những lợi thế không công bằng. Những lợi thế này bao gồm khả năng điều khiển được hơn 12 đơn vị cùng một lúc, không có sương mù (fog of war), có tài nguyên vô hạn hay mọi cách không công bằng để chiến thắng. Blizzard đã cố gắng phát hiện và cấm những người chơi sử dụng những client đã bị thay đổi này và cài đặt các phần mềm chống bẻ khóa để tạo sự công bằng trong battle.net. Trong năm 2003, hơn 400.000 tài khoản gian lận hay bị phát hiện hack đã bị khóa .
Ngoài server battle.net của blizzard người chơi thường xây dựng cho mình nhiều server riêng. Nhưng con số người chơi StarCraft chơi trên battle.net cũng thật khổng lồ: trên 50.000 gamer bất kể thời điểm nào.
Từ bản v1.08, StarCraft hỗ trợ lưu lại các trận đấu thành các bản replay để có thể xem lại diễn biến trận đấu trên mọi version của StarCraft. Các bản replay này cho phép người xem có thể học hỏi các chiến thuật trong trận đấu, vì vậy những bản replay của những trận đấu trình độ cao, chuyên nghiệp rất ít khi được công bố để giữ bí mật cho các đội và vì theo luật của các giải đấu chuyên nghiệp. Ngoài ra, người hâm mộ StarCraft thường ghi hình lại các trận đấu StarCraft chuyên nghiệp trên truyền hình rồi upload lên youtube để chia sẻ cho nhau, các file video đó thường được gọi là VOD (Video on demand).

### Phần tạo mới và sửa bản đồ
Trò chơi được phát hành bao gồm có cả phần tạo mới và chỉnh sửa bản đồ (StarCraft Campaign Editor hay StarEdit) cho phép người chơi có thể tạo mới hay chỉnh sửa một phần hay toàn bộ bản đồ theo ý muốn của mình. Bên cạnh đó, cộng đồng Starcraft cũng đã phát triển những phần mềm chỉnh sửa bản đồ StarCarft riêng có thể giúp cho người sử dụng có thêm khả năng thể thay đổi trò chơi. Năm 1998, công ty Micro Star đã phát hành một đĩa CD phần mềm tạo bản đồ StarCraft - có tên Stellar Forces - với những chức năng cao cấp hơn so với StarEdit. Song sự phát hành đã bị buộc phải ngừng lại khi Blizzard đã thắng trong vụ kiện chống lại sự phát hành phần mềm này .

## Cốt truyện

### Thiết lập

Hình chụp cuộc hội đàm của các nhân vật trong game - một cách dẫn truyện trước mỗi màn chơi

StarCraft diễn ra trong một vũ trụ khoa học viễn tưởng được tạo ra bởi Chris Metzen và James Phinney cho Blizzard Entertainment. Theo câu chuyện được trình bày trong mục hướng dẫn của trò chơi, việc quá tải dân số của Trái Đất trong thế kỷ 21 đã buộc các chính phủ quốc tế trục xuất các phần tử lưu vong của con người, chẳng hạn như tội phạm, và đột biến gien để họ xâm chiếm những nơi xa của thiên hà . Trong Koprulu Sector của thiên hà đã hình thành nhiều chính phủ lưu vong, nhưng nhanh chóng rơi vào cuộc xung đột với nhau. Một chính phủ thống nhất Terran, tên là Confederacy of Man cuối cùng đã nổi lên như là phe phái mạnh nhất, nhưng bản chất đàn áp và các phương pháp đàn áp tàn bạo các nhà đối lập của nó đã khuấy động sự chống đối và nổi loạn lớn trong hình thức của một nhóm khủng bố được gọi là Sons of Korhal - một tổ chức bán quân sự được dựng lên nhằm những mục đích tranh giành quyền lợi. Trong một thời gian ngắn trước khi bắt đầu của trò chơi, vào tháng 12 năm 2499, một chủng tộc ngoài hành tinh sở hữu công nghệ tiên tiến và năng lượng psionic, Protoss, tiến hành cuộc tiếp xúc đầu tiên với nhân loại bằng cách phá hủy một thuộc địa của Confederate mà không có bất kỳ cảnh báo trước. Ngay sau đó, Terran phát hiện ra rằng một chủng tộc ngoài hành tinh thứ 2, Zerg, đã lén lút lây nhiễm bề mặt một số thuộc địa Terran, và Protoss đang phá hủy các hành tinh đó để ngăn chặn sự lây lan của Zerg. Với Confederate bị đe dọa bởi 2 chủng tộc ngoài hành tinh và cuộc nổi loạn bên trong, nó bắt đầu sụp đổ .

### Nhân vật
Người chơi giả định vai trò của 3 nhân vật vô danh trong quá trình của trò chơi. Trong chương đầu tiên, người chơi sẽ đóng vai trò như là một thẩm phán Confederate của một thuộc địa xa xôi hẻo lánh của Mar Sara, bị đe dọa bởi cả Zerg và Protoss, và buộc phải tham gia vào tổ chức nổi loạn Sons of Korhal sự lãnh đạo của Arcturus Mengsk. Chiến dịch của Mengsk được đi kèm với Jim Raynor, một sĩ quan thực thi pháp luật ở Mar Sara, và Sarah Kerrigan, một sát thủ tâm linh và chỉ huy thứ hai của Mengsk. Chương thứ hai của trò chơi thấy người chơi là một Cerebrate, một chỉ huy trong Zerg Swarm. Người chơi được cai trị bởi Overmind, biểu hiện của ý thức tập thể của Swarm và nhân vật đối kháng chính của trò chơi, và được đưa ra lời khuyên từ Cerebrates xếp hạng cao hơn. Trong phần cuối cùng của StarCraft, người chơi sẽ là một nhân viên mới được bổ nhiệm (gọi là Executor) trong quân đội Protoss, báo cáo cho Aldaris, một đại diện của chính phủ Protoss. Aldaris có mâu thuẫn với người nắm giữ vị trí cũ của người chơi, Tassadar, qua liên minh của ông với Zeratul, một thành viên của Dark Templar, một nhóm được coi là dị giáo bởi chính phủ Protoss .

### Cốt truyện
Câu chuyện của StarCraft được trình bày thông qua mục hướng dẫn của nó, các cuộc giao ban với từng nhiệm vụ và các cuộc hội thoại trong chính nhiệm vụ, cùng với việc sử dụng các đoạn cắt cảnh điện ảnh tại các điểm quan trọng. Trò chơi được chia thành 3 tập, cho người chơi điều khiển 3 chủng tộc. Trong đoạn đầu tiên của trò chơi, người chơi cùng Jim Raynor cố gắng kiểm soát thuộc địa Mar Sara khi các cuộc tấn công của Zerg trên các thế giới khác của Terran bắt đầu. Sau khi bị Confederacy bắt giữ vì đã phá hủy tài sản của Confederacy, cho dù nó đã bị nhiễm khuẩn bởi Zerg, người chơi gia nhập tổ chức Sons of Korhal của Arcturus Mengsk . Raynor, người được giải phóng bởi quân đội của Mengsk, cũng tham gia và thường xuyên đi kèm với người chơi làm nhiệm vụ. Mengsk sau đó bắt đầu sử dụng công nghệ Confederacy chiếm được trên Mar Sara để thu hút Zerg tấn công trung tâm của Confederacy và phục vụ cho những mưu đồ của mình sau này . Sau khi ép buộc được Tướng Edmund Duke của Confederacy theo mình, Mengsk đã hy sinh viên chỉ huy phó của mình, Sarah Kerrigan cho Zerg để đảm bảo cho sự hủy diệt của Confederacy bằng cách thu hút Zerg đến thủ đô Tarsonis của Confederacy . Jim Raynor tỏ ra bất bình và bỏ đi cùng với người chơi và mang theo một đội quân nhỏ của lực lượng dân quân thuộc địa cũ của Mar Sara. Mengsk sau đó quản lý tất cả dân số Terran còn lại vào Terran Dominion, thâu tóm mọi quyền lực và tự phong cho mình là Hoàng đế .
Chiến dịch thứ hai của trò chơi cho thấy rằng Kerrigan đã không bị giết bởi Zerg, mà là bị bắt và bị nhiễm khuẩn trong một nỗ lực để kết hợp đặc điểm psionic của cô và gen của Zerg. Cô do đó xuất hiện trở lại với rất nhiều sức mạnh psionic thể chất cùng với DNA của cô hoàn toàn thay đổi . Trong khi đó, chỉ huy Protoss là Tassadar phát hiện ra rằng, các Cerebrate của Zezg không thể bị giết bởi các phương tiện thông thường nhưng có thể bị tổn hại bởi những Dark Templar dị giáo. Tassadar do đó liên minh với thầy tế Zeratul của Dark Templar, người đã ám sát một trong những Zerg Cerebrates ở trong cụm tổ của chúng trên Char . Cái chết của Cerebrates khiến cho đám quân Zezg trở nên hỗn loạn, song cũng khiến cho ký ức của Overmind và Zeratul nhập lại trong khoảnh khắc, cho phép Overmind biết được địa điểm của Aiur, hành tinh quê hương bí hiểm của chủng tộc Protoss là nơi mà Overmind tìm kiếm trong suốt nhiều thiên niên kỷ. Zerg nhanh chóng xâm lược Aiur bất chấp lực lượng phòng vệ dày đặc của Protoss và Overmind có thể tự liên kết chính mình vào trong lớp vỏ của hành tinh ,
Tập cuối cùng của trò chơi cho thấy Aldaris và chính phủ Protoss kết tội Tassadar là một kẻ phản bội và theo dị giáo khi liên minh với những Dark Templar. Ban đầu, người chơi theo lệnh của Aldaris chiến đấu chống lại sự xâm lăng của quân Zerg ở Aiur, tuy nhiên, trong nhiệm vụ đi tìm bắt Tassadar, thay vì dẫn giải ông về, người chơi lại về phe của Tassadar . Một cuộc nội chiến do đó bùng nổ giữa Tassadar, Zeratul và các đồng minh của họ với Hội đồng Protoss. Các Dark Templar chứng minh giá trị của họ khi sử dụng năng lượng của mình để kết liễu hai Cerebrate của Zerg và Hội đồng mới giải hòa với phe của Tassadar . Với sự hỗ trợ của Jim Raynor và quân đội của anh là người đứng về phía Tassadar lúc ở Char, cuối cùng, sau khi đã phá hủy được tấm vỏ chắn của Overmind và gặp thương vong nặng nề trong quá trình, Tassadar đã chuyển năng lượng psionic của mình và các Dark Templar vào thân tàu chỉ huy của ông là Gantrithor và đâm thẳng vào Overmind, hy sinh bản thân để phá hủy nó .

## Phát triển
Blizzard Entertainment đã bắt đầu quy hoạch phát triển StarCraft vào năm 1995, ngay sau khi bắt đầu sự phát triển của Diablo . Sử dụng egine của Warcraft II làm cơ sở, StarCraft ra mắt tại E3 1996. Phiên bản của trò chơi được hiển thị bởi lập trình viên lãnh đạo của nhóm là Bob Fitch đã nhận được một phản ứng không tốt từ hội nghị và bị chỉ trích bởi nhiều người là "Warcraft trong không gian" . Như một hệ quả toàn bộ dự án đã được đại tu, nâng tập trung vào việc tạo ra 3 loài riêng biệt. Bill Roper, một trong những nhà sản xuất của trò chơi, tuyên bố đây sẽ là một khác biệt lớn từ phương pháp tiếp cận của Warcraft và nói rằng StarCraft sẽ cho phép người chơi "phát triển nhiều chiến lược độc đáo trên cơ sở của loài [được chơi], và sẽ đòi hỏi [chơi] việc nghĩ về các chiến lược khác nhau để chống lại hai loài khác" . Vào đầu năm 1997, phiên bản mới của StarCraft được công bố và nhận được rất nhiều phản ứng tích cực hơn.

Hình chụp phiên bản beta của trò chơi StarCraft dựa trên engine vật lý của WarCraft II - căn cứ của Zerg

Tuy nhiên, game vẫn gặp trở ngại bởi những khó khăn kỹ thuật, do đó, Bob Fitch hoàn toàn thiết kế lại egine Warcraft II trong vòng 2 tháng để đảm bảo nhiều tính năng mong muốn của nhà thiết kế, chẳng hạn như khả năng cho các đơn vị để đào hang và ẩn, có thể được thực hiện . Các cải tiến sau này cho trò chơi bao gồm các đoạn họa tiết và hình nền, xây dựng bằng 3D Studio Max. Các sometric trong trò chơi cũng được xem tại, trái ngược với tầm nhìn 3/4s của Warcraft II. Ngoài ra, trò chơi cũng sử dụng âm nhạc chất lượng cao, sáng tác bởi nhà soạn nhạc thường trú của Blizzard, và diễn viên lồng tiếng chuyên nghiệp đã được thuê .
Mặc cho tiến độ phát triển, StarCraft vẫn còn chậm xuất hiện. Việc trì hoãn liên tục lấy cảm hứng cho một nhóm người hâm mộ StarCraft trên các diễn đàn chính thức mang tên "Operation: Can't Wait Any Longer" để viết một loạt các câu chuyện hư cấu, trong đó các thành viên của Operation CWAL cố gắng lấy được phiên bản beta của StarCraft từ trụ sở Blizzard tại Irvine, California . Để tỏ lòng kính trọng với sự hiện diện của họ trên các diễn đàn và sự nhiệt tình với trò chơi, Blizzard Entertainment sau đó kết hợp tên nhóm vào StarCraft là một cheat code để tăng tốc độ sản xuất của các đơn vị  và đã cho nhóm một khoản tín dụng . Trò chơi được phát hành cho Windows vào 31 tháng 3 năm 1998 . với phiên bản Mac OS một năm sau đó vào tháng 3 năm 1999 . Sự phát triển của phiên bản StarCraft 64 trên Nintendo 64, bắt đầu vào năm 1999, được chuyển đổi từ PC bởi Mass Media Interactive Entertainment-công ty con của THQ , và xuất bản bởi Nintendo . StarCraft 64 đã được phát hành vào ngày 13 tháng 6 năm 2000 tại Mỹ và 16 tháng 6 cùng năm tại châu Âu . 

### Audio
Âm nhạc của StarCraft được soạn bởi nhà soạn nhạc giải trí trong nhà của Blizzard. Derek Duke và Glenn Stafford soạn các bài hát trong menu và âm nhạc trong trò chơi, trong khi Jason Hayes sáng tác âm nhạc được sử dụng trong phim cắt cảnh. Tracy W. Bush cung cấp hỗ trợ thêm trong việc sáng tác . Âm nhạc của trò chơi cũng đã được nhận xét tốt bởi một người nhận xét, người đã mô tả nó như "một cách thích hợp giai điệu và bóng tối"  và "ấn tượng" , với một người xem chú ý là một số bài nhạc còn nợ rất nhiều cảm hứng từ âm nhạc mà Jerry Goldsmith soạn thảo cho bộ phim Alien . Nhạc trò chơi chính thức đầu tiên là StarCraft: Game Music Vol. 1, được phát hành vào năm 2000, bao gồm các bài nhạc từ cả StarCraft và Brood War, cũng như một phần khá lớn các bài nhạc remix và nhạc lấy cảm hứng từ StarCraft, được tạo ra bởi một số DJ Hàn Quốc. Âm nhạc đã được phân phối bởi Net Vision Entertainment . Vào tháng 9 năm 2008, Blizzard Entertainment thông báo rằng một nhạc trò chơi thứ hai, Starcraft Original Soundtrack, được phát hành trên iTunes. Nhạc này bao gồm toàn bộ các bản nhạc gốc từ StarCraft và Brood War, cả hai từ chủ đề trong trò chơi âm nhạc được sử dụng trong phim cắt cảnh .
| StarCraft: Game Music Vol. 1 tracklist | StarCraft: Game Music Vol. 1 tracklist                             | StarCraft: Game Music Vol. 1 tracklist |
| STT                                    | Nhan đề                                                            | Thời lượng                             |
| -------------------------------------- | ------------------------------------------------------------------ | -------------------------------------- |
| 1.                                     | "Prologue: Requiem" (sáng tác bởi Blizzard Entertainment)          | 2:13                                   |
| 2.                                     | "Rescue The Marines (Remix)" (sáng tác bởi "Honey Family")         | 3:47                                   |
| 3.                                     | "Nuclear Attack" (sáng tác bởi Jung Dana)                          | 4:11                                   |
| 4.                                     | "12th Area (Terran Theme)" (sáng tác bởi "Jijix")                  | 4:29                                   |
| 5.                                     | "Zerg Are Coming (Zerg Theme)" (sáng tác bởi Shin Hae Chul)        | 4:37                                   |
| 6.                                     | "Kerrigan" (sáng tác bởi Blizzard Entertainment)                   | 4:14                                   |
| 7.                                     | "I Felt It Was You" (sáng tác bởi "Mina")                          | 3:39                                   |
| 8.                                     | "John's Prediction" (sáng tác bởi "MC Sniper")                     | 5:08                                   |
| 9.                                     | "Overmind Theme" (sáng tác bởi Nam Koong Yun)                      | 3:55                                   |
| 10.                                    | "For Adun (Protoss Theme)" (sáng tác bởi "Novasonic")              | 2:46                                   |
| 11.                                    | "Rescue The Marines (Radio Version)" (sáng tác bởi "Honey Family") | 3:32                                   |
| 12.                                    | "Epilogue" (sáng tác bởi Blizzard Entertainment)                   | 5:04                                   |
| 13.                                    | "Nonstop Remix" (sáng tác bởi Blizzard Entertainment)              | 6:53                                   |
| Tổng thời lượng:                       | Tổng thời lượng:                                                   | 56:49                                  |

| StarCraft Original Soundtrack tracklist | StarCraft Original Soundtrack tracklist | StarCraft Original Soundtrack tracklist |
| STT                                     | Nhan đề                                 | Thời lượng                              |
| --------------------------------------- | --------------------------------------- | --------------------------------------- |
| 1.                                      | "StarCraft Main Title"                  | 2:26                                    |
| 2.                                      | "First Contact"                         | 1:56                                    |
| 3.                                      | "Terran One"                            | 4:56                                    |
| 4.                                      | "Terran Ready Room"                     | 0:45                                    |
| 5.                                      | "Terran Two"                            | 3:56                                    |
| 6.                                      | "Terran Defeat"                         | 0:50                                    |
| 7.                                      | "Terran Three"                          | 4:24                                    |
| 8.                                      | "The Death of the Overmind"             | 1:49                                    |
| 9.                                      | "Protoss One"                           | 4:44                                    |
| 10.                                     | "Protoss Ready Room"                    | 1:26                                    |
| 11.                                     | "Protoss Two"                           | 4:51                                    |
| 12.                                     | "Protoss Defeat"                        | 1:00                                    |
| 13.                                     | "Protoss Three"                         | 5:03                                    |
| 14.                                     | "Zerg Ready Room"                       | 0:31                                    |
| 15.                                     | "Zerg One"                              | 4:40                                    |
| 16.                                     | "Zerg Defeat"                           | 0:24                                    |
| 17.                                     | "Zerg Two"                              | 5:07                                    |
| 18.                                     | "Zerg Victory"                          | 0:34                                    |
| 19.                                     | "Zerg Three"                            | 5:06                                    |
| 20.                                     | "Brood War: Aria"                       | 2:06                                    |
| 21.                                     | "Funeral for a Hero"                    | 0:32                                    |
| 22.                                     | "Terran Victory"                        | 0:52                                    |
| 23.                                     | "Dearest Helena"                        | 0:54                                    |
| 24.                                     | "The Ascension"                         | 0:52                                    |
| 25.                                     | "Char Falls Under Directorate Control"  | 0:43                                    |
| 26.                                     | "Fury of the Xel'Naga"                  | 3:07                                    |
| Tổng thời lượng:                        | Tổng thời lượng:                        | 63:34                                   |

## Các bản mở rộng và phần tiếp

### Bản mở rộng trên PC
Ngay trước khi phát hành StarCraft, Blizzard Entertainment phát triển một phần mềm chia sẻ chiến dịch demo của trò chơi là Loomings. Bao gồm 3 nhiệm vụ và một hướng dẫn, chiến dịch này hành vi như là một phần trước cho các sự kiện của StarCraft, diễn ra trên một thuộc địa Confederacy of Man trong quá trình bị tràn ngập bởi Zerg . Trong năm 1999, Blizzard Entertainment đã làm cho phần trước này có sẵn cho trò chơi đầy đủ như là một bản đồ chiến dịch tùy chỉnh, bổ sung thêm 2 nhiệm vụ bổ sung và lưu trữ nó trên Battle.net . Ngoài ra, phiên bản đầy đủ của StarCraft bao gồm một chiến dịch phụ được gọi là Enslavers. Bao gồm 5 nhiệm vụ chơi như là Terran và Protoss, Enslavers được đặt trong chiến dịch thứ hai trong StarCraft và theo sau những câu chuyện của một tay buôn lậu Terran, người đã kiểm soát một Zerg Cerebrate và bị truy đuổi cả Protoss và Terran Dominion. Enslavers hoạt động như một chiến dịch chơi đơn mẫu mực cho trò chơi của cấp trình soạn thảo, nêu bật cách sử dụng các tính năng của chương trình 

Bìa trước của bản Insurrection

Bản mở rộng đầu tiên, Insurrection được phát hành cho Windows ngày 31 tháng 7 năm 1998 . Nó được phát triển và phát hành bởi công ty Aztech New Media dưới sự đồng ý của Blizzard Entertainment . Câu truyện của nó tập trung vào vùng thuộc địa riêng biệt của Confederate được ám chỉ trong hướng dẫn sử dụng của StarCraft, theo sau một nhóm thực dân Terran và hạm đội Protoss trong cuộc chiến chống lại Zerg và một cuộc nổi dậy tại địa phương. Và cũng giống như ở StarCraft, người chơi cũng điều khiển lần lượt cả ba chủng tộc trong ba phần chơi riêng biệt. Ở phần đầu, đế chế Terran vừa phải phòng thủ quân Zerg đồng thời vừa phải chống lại quân nổi dậy ngày càng lớn mạnh. Trong khi đó, ở phần sau, người chơi sẽ điều khiển chủng tộc Protoss trong nhiệm vụ phá hủy tất cả những thành phố, hành tinh bị nhiễm khuẩn Zerg và phần cuối cùng, người chơi vào vai một Cerebrate để chỉ huy quân Zerg tiến hành quét sạch mọi đối thủ mà nó gặp. Bản add-on này chỉ đơn thuần bao gồm những phần chơi Single player mới cùng một số bản đồ dành cho Multiplayer, nó không có những đơn vị hay các mẫu địa hình mới.. Insurrection được đánh giá là không đạt được chất lượng cũng như sự đặc biệt như bản gốc  và dù Blizzard Entertainment đã cho phép phát hành, công ty này cũng không đưa ra một lời bình luận nào về nó..

Bìa trước của bản Retribution

Retribution là bản add-on thứ hai trong số hai bản add-on được Blizzard Entertainment cho phép phát hành cho StarCraft trong vòng vài tháng sau Insurrection. Nó được công ty Stardock phát triển và được WizardWorks Software phát hành cho máy PC  vào cuối năm 1998. Bối cảnh của phiên bản này được đặt vào thời điểm trong phần hai của bản StarCraft gốc, xoay quanh việc giành lấy một viên pha lê mang năng lượng khổng lồ - cầu nối với chủng tộc Xel'Naga xa xưa trên một thuộc địa của Terran Dominion. Cũng được chia ra làm 3 phần chơi, Retribution đưa người chơi lần lượt vào vai của Người thừa hành dẫn đầu hạm đội Protoss, chỉ huy lực lượng đặc nhiệm của đế chế Terran và một Cerebrate của Zerg. Tất cả nhiệm vụ của cả ba phần chơi là bằng mọi giá phải chiếm được viên pha lê và mang nó ra khỏi hành tinh nhanh nhất có thể. Cũng giống như bản add-on ra trước nó, Retribution không hỗ trợ điểm gì mới ngoài những phần chơi một người và các bản đồ hỗ trợ chơi nhiều người. Phiên bản này thậm chí còn không nhận được những lời phê bình và thay vì ở mức trung bình, nó không được thừa nhận, sau đó, cùng chung số phận với Insurrection, Retribution cũng không được phổ biến rộng rãi .
.

Bìa trước của bản StarCraft: Brood War

StarCraft: Brood War là phiên bản mở rộng chính thức của StarCraft, được đồng phát triển bởi Saffire và Blizzard Entertainment, phát hành cho PC và Mac OS vào 30 tháng 11 năm 1998 tại Hoa Kỳ , sau đó tiếp tục được phát hành cho hệ máy Nitendo 64 dưới tên StaCraft 64 vào 13 tháng 6 năm 2000 . Bản mở rộng này được đánh giá là cải thiện đáng kể phiên bản gốc và đã nhận được rất nhiều lời khen ngợi từ các game thủ cũng như các đánh giá chuyên môn. Phiên bản Brood War tiếp tục cốt truyện đã được kết thúc ở phiên bản chính thức cho phần Single player: Tiếp tục theo bước của chủng tộc Protoss trên hành trình đấu tranh cho sự sống còn của mình, sự trỗi dậy của Zerg song hành với quyền lực ngày càng lớn của Sarah Kerrigan và sự can thiệp của một thế lực mới là Chính phủ Trái Đất. Phiên bản mở rộng này cũng bổ sung thêm 7 đơn vị mới cùng các khả năng khác nhau để làm đa dạng hóa các chiến thuật cũng như hoàn thiện tính cân bằng giữa các chủng tộc . Ngoài ra, nó cũng cải thiện thêm những công cụ tạo kịch bản mới cho Phần tạo mới và sửa bản đồ (StarCraft Campaign Editor) khiến người sử dụng có thể dễ dàng thêm kịch bản cho những phần chơi tự tạo.
Trước Insurrection, một gói mở rộng trái phép, gọi là Stellar Forces, đã được xuất bản bởi Micro Star nhưng đã được thu hồi tuần sau khi Blizzard đã thắng kiện chống lại nó. Nó bao gồm 22 bản đồ chơi đơn và 32 bản đồ chơi mạng khá đơn giản .

### Phiên bản Nintendo 64
Năm 2000, StarCraft 64 đã được phát hành cho Nintendo 64, đồng phát triển bởi Blizzard Entertainment và Mass Media Inc.. Trò chơi đặc trưng tất cả các nhiệm vũ của cả Starcraft và bản mở rộng Brood War, cũng như một số nhiệm vụ độc quyền, chẳng hạn như 2 hướng dẫn khác nhau và một nhiệm vụ bí mật mới, Resurrection IV . Resurrection IV được thiết lập sau khi kết thúc Brood War, theo sau Jim Raynor bắt tay vào nhiệm vụ giải cứu nhân vật Brood War là Alexei Stukov, một phó đô đốc từ Trái Đất là người bị bắt bởi Zerg. Các nhiệm vụ của Brood War yêu cầu việc sử dụng một bộ nhớ Expansion Pak của Nintendo 64 để chạy . Ngoài ra, StarCraft 64 có tính năng chia màn hình, cho phép 2 người chơi điều khiển một lực lượng trong trò chơi . StarCraft 64 đã không được phổ biến như các phiên bản PC, và thiếu nhiều tính năng trực tuyến và phát biểu tại cuộc họp nhiệm vụ. Ngoài ra, các đoạn cảnh cắt đã được rút ngắn . Blizzard Entertainment trước đây có ý định để một phiên bản PlayStation của trò chơi, nhưng sau cùng đã quyết định rằng trò chơi sẽ được phát hành trên Nintendo 64 . 

Logo tựa của StarCraft Ghost

### Phần tiếp theo

#### StarCraft: Ghost
StarCraft: Ghost là một trò chơi thuộc thể loại nhập vai hành động ở góc nhìn thứ 3 cho dòng máy console được phát triển dưới sự giám sát của Blizzard Entertainment. Được công bố vào năm 2002, trò chơi liên tục nhiều lần phải dời lại thời điểm phát hành với nhiều lý do, mà đáng chú ý nhất là thay đổi nhóm phát triển trò chơi từ công ty Nihilistic Software sang công ty Swingin' Ape Studios vào tháng 7 năm 2004. Những thông báo về trò chơi trở nên thưa thớt dần, các công nghệ đồ họa và thiết kế trò chơi trở nên lỗi thời và đã có ý kiến nên hủy bỏ việc tiếp tục phát triển nó. Cuối cùng, vào ngày 24 tháng 3 năm 2006, Blizzard chính thức công bố hoãn vô thời hạn việc phát triển StarCraft: Ghost.
StarCraft: Ghost có bối cảnh đặt vào thế giới của StarCraft, nội dung xoay quanh một nhân viên đặc nhiệm tình báo có khả năng ngoại cảm (đơn vị Ghost) biệt danh Nova (còn được biết dưới tên Agent 12-862) thuộc Trung đoàn Nova, Terran Dominion và những âm mưu liên quan đến những nhân vật trong bản StarCraft nguyên gốc.

#### StarCraft II
StarCraft II là một trò chơi chiến thuật thời gian thực và là bản tiếp theo chính thức của StarCraft được phát triển cho PC và Mac OS X bởi Blizzard Entertainment. Nó đã được công bố trong buổi lễ Worldwide Invitational ngày 19 tháng 5 năm 2007 với một đoạn phim giới thiệu được dựng bằng đồ họa 3D và một đoạn gameplay của chủng tộc Protoss . Tại hội nghị BlizzCon tháng 8 năm 2007, một bản gameplay nữa của chủng tộc Terran và một số điểm đặc biệt của phần chơi đơn cũng được giới thiệu . StarCraft II đã sử dụng phối hợp nhiều công nghệ đồ họa 3D mới (VD như công nghệ tương tác vật lý ảo Havok...) để thực hiện việc phát triển , nó cũng tương thích với chuẩn DirectX 10 . Nội dung câu chuyện của phiên bản này được tiếp tục 4 năm sau khi Brood War kết thúc . Ngày 27 tháng 7 năm 2010, Starcraft II được phát hành trên toàn thế giới  và được chia thành 3 đợt: trò chơi cơ bản với tựa đề Wings of Liberty, và hai bản mở rộng sắp tới, Heart of the Swarm và Legacy of the Void .

## Ảnh hưởng văn hóa

### Thành công và đánh giá
StarCraft được phát hành quốc tế vào ngày 31 tháng 3 năm 1998 và trở thành trò chơi trên PC bán chạy nhất năm đó với hơn 1.5 triệu bản được bán ra trên toàn thế giới . Trong thập kỷ tới, StarCraft đã tiêu thụ được hơn 9.500.000 bản trên toàn cầu với 4.500.000 bản được bán tại Hàn Quốc . Từ khi StarCraft ra mắt đầu tiên, Blizzard Entertainment thông báo rằng dịch vụ trực tuyến Battle.net của nó đã tăng 800 phần trăm . Starcraft do đó trở thành một trong những trò chơi trực tuyến phổ biến nhất trên toàn thế giới .
Nói chung, StarCraft đã nhận được đánh giá tích cực của các nhà phê bình, với nhiều nhận xét đương thời ghi nhận rằng trong khi trò chơi có thể không có chênh lệch đáng kể so với các trò chơi chiến lược thời gian thực hay nhất cùng thời, đó là một trong những tốt nhất để có áp dụng công thức . Ngoài ra, việc StarCraft tiên phong sử dụng 3 chủng tộc độc đáo và cân đối để tạo sự khác biệt so với hai phe cân bằng được ca ngợi bởi các nhà phê bình , với GameSpot bình luận rằng điều này đã giúp trò chơi "tránh được vấn đề đã cản các trò chơi khác cùng thể loại" . Nhiều nhà phê bình cũng ca ngợi sức mạnh của câu chuyện đi kèm với trò chơi, với một số nhận xét về ấn tượng tốt về việc câu chuyện đã được xếp vào lối chơi này . Các diễn viên lồng tiếng của trò chơi đã được khen ngợi; GameSpot sau đó ca ngợi công tác giọng nói trong game là một trong 10 cái tốt nhất trong ngành công nghiệp thời đó . Tương tự, nhiều khía cạnh của trò chơi đã nhận được tích cực. StarCraft đã nhận được nhiều giải thưởng, bao gồm cả việc được đặt tên là một trong những trò chơi tốt nhất của mọi thời đại bởi cả GameSpot và IGN . Theo Blizzard Entertainment, StarCraft đã giành được 37 giải thưởng, và đã nhận được một ngôi sao trên sàn của Metreon là một phần của Walk of Game ở San Francisco đầu năm 2006 .
IGN xếp StarCraft vào vị trí thứ 7 trong bảng danh sách "100 trò chơi hay nhất mọi thời đại" trong cả hai năm 2003 và 2005, gọi nó là "một game chiến lược thời gian thực hay nhất từng có" . Vị trí thứ 2 trong bảng trò chơi dòng PC hay nhất cũng thuộc về StarCraft đứng sau Civilization II .. Cũng như IGN, GameSpot cũng đánh giá StarCraft là một trong những trò chơi hay nhất mọi thời đại .
Mặc dù tại thời đồ họa và âm thanh của StarCraft đã được ca ngợi bởi các nhà phê bình , cá đánh giá sau đó đã lưu ý rằng các hình ảnh đã không ở độ tuổi tốt so với nhiều trò chơi hiện đại . Năng lực AI của các trò chơi để điều hướng đi của các đơn vị cũng phải đối mặt với một số lời chỉ trích nặng nề, với PC Zone nói rằng không có khả năng cho các nhà phát triển để làm cho một hệ thống tìm đường hiệu quả là "yếu tố đáng căm giận duy nhất của thể loại chiến lược thời gian thực" . Ngoài ra, một số nhận xét bày tỏ lo ngại về một số sự giống nhau giữa các công trình và đơn vị của mỗi chủng tộc, cũng như sự mất cân bằng về tiềm năng của việc người chơi sử dụng chiến thuật "rush" vào bắt đầu của phần chơi mạng . Blizzard Entertainment do đó cố gắng để cân bằng chiến thuật "rush" trong các bản cập nhật sau đó. Phiên bản Nintendo 64 của trò chơi đã không nhận được đón nhận tích cực bởi nhận xét, và đã bị chỉ trích vì đồ họa nghèo nàn so với phiên bản PC. Tuy nhiên, các nhà phê bình vẫn ca ngợi trò chơi và Mass Media về việc sử dụng điều khiển hiệu quả trên gamepad và duy trì chất lượng âm thanh cao .

### Di sản
Việc StarCraft' sử dụng 3 chủng tộc khác nhau thường được ghi nhận là tạo ra cuộc cách mạng trong thể loại chiến lược thời gian thực. GameSpot miêu tả StarCraft là "trò chơi định nghĩa cho thể loại của nó. Đây là tiêu chuẩn mà tất cả các trò chơi chiến lược thời gian thực cần được đánh giá theo"  trong khi IGN nói rằng StarCraft "nói thẳng ra là một trong những tốt nhất, nếu không phải là trò chơi chiến lược thời gian thực tốt nhất từng được tạo ra" . StarCraft là thường xuyên có mặt trong bảng xếp hạng ngành công nghiệp trò chơi hay nhất, với nó được xếp hạng 37 trong top 100 trò chơi của mọi thời đại bởi Edge . Starcraft thậm chí còn được đưa vào không gian, như là Daniel Barry lấy một bản sao của các trò chơi với mình trên sứ mệnh tàu con thoi STS-96 vào năm 1999 . Sự nổi tiếng của StarCraft được Sách Kỷ lục Guinness trao giải thưởng 4 kỷ lục thế giới về rò chơi, bao gồm cả "Trò chơi Chiến lược máy tính bán chạy nhất", "Thu nhập lớn nhất trong game chuyên nghiệp", và "Số lượng khán giả lớn nhất cho một cuộc thi Game" khi hơn 120 000 người hâm mộ đi xem trận cuối cùng của mùa SKY năm 2005 tại Busan, Hàn Quốc . Các nhà nghiên cứu đã chỉ ra rằng các đối tượng xem StarCraft rất đa dạng và Starcraft thường sử dụng thông tin đối xứng để làm cho trò chơi giải trí cho khán giả nhiều hơn . Ngoài ra, StarCraft đã là chủ đề của một khóa học; UC Berkeley đã đưa ra một khóa học giới thiệu học sinh về lý thuyết và chiến lược vào mùa xuân năm 2009 . Động từ "to Zerg" đã bước vào sử dụng chung như là một thuật ngữ trò chơi để nói về chiến thuật tấn công ào ạt một đối thủ với một lực lượng rất lớn của các đơn vị yếu 
Sau khi phát hành, StarCraft nhanh chóng trở nên phổ biến tại Hàn Quốc và được đặc biệt hâm mộ như một môn thể thao thực sự . Các đội game thủ chuyên nghiệp thành lập có huấn luyện viên, người quản lý, nhà tài trợ, thi đấu trong các giải đấu tầm cỡ quốc gia được truyền hình trực tiếp ở 3 kênh truyền hình với hàng ngàn người hâm mộ ngồi xem trực tiếp và hàng triệu khán giả theo dõi qua màn ảnh nhỏ  được so sánh với các giải bóng đá chuyên nghiệp ở châu Âu. Có những đấu thủ chuyên nghiệp nổi tiếng cũng thành lập các câu lạc bộ dành cho những người hâm mộ lên tới nửa triệu người như Lim Yo-Hwan (với biệt danh trong game là SlayerS `BoxeR`)  và các đấu thủ này cũng có thu nhập nhờ chơi game, như Lee Yun-Yeol, một đấu thủ điều khiển quân Terran với biệt danh [Red]NaDa đã kiếm được tới 200.000 USD trong năm 2005 (224,966 $ trong năm 2011) .
Có hai kênh truyền hình chính thường tường thuật các trận đấu ở Hàn Quốc là Ongamenet và MBCGame. Mỗi kênh tổ chức thường xuyên một giải đấu StarCraft chuyên nghiệp. Ngoài ra Starcraft cũng luôn là game thi đấu thường trực trong giải thể thao điện tử lớn nhất hành tinh: World Cyber Games.
StarCraft là một phần của khóa học hàng không cơ bản thuộc Không quân Hoa Kỳ, được sử dụng để dạy cho hoạt động quan mới về lập kế hoạch khủng hoảng căng thẳng và làm việc theo nhóm dịch vụ chung . Những nỗ lực khác để thực hiện thêm cuộc chiến phần mềm hiện nay 'thực tế' đã dẫn đến phiền nhiễu khi mô phỏng phần cứng không phù hợp với các phần cứng hoạt động thực sự quan thuế biết. Thiết lập khoa học viễn tưởng của trò chơi cho phép học sinh tập trung vào các chiến thuật chiến đấu.

### Những sản phẩm theo trò chơi
Với một số lượng lớn những người hâm mộ chìm đắm trong thế giới của StarCraft, nhiều cuốn tiểu thuyết chính thức cũng như các eBook viết về các cuộc phiêu lưu trong thế giới này cũng ra đời. Đầu tiên có thể kể đến StarCraft: Uprising được viết bởi nhân viên Blizzard là Micky Neilson và xuất bản trong năm 2000, hoạt động như một phần trước cho các sự kiện của StarCraft . Các tiểu thuyết khác là StarCraft: Liberty's Crusade của Jeff Grubb  và StarCraft: Queen of Blades của Aaron Rosenberg , kể lại câu chuyện của trò chơi từ các quan điểm khác nhau. Tại BlizzCon năm 2007, tác giả Starcraft là Chris Metzen đã nói rằng ông hy vọng sẽ tiểu thuyết hóa toàn bộ StarCraft và bản mở rộng Brood War vào một câu chuyện dựa trên văn bản dứt khoát. Các tiểu thuyết sao đó chẳng hạn như StarCraft: Shadow of the Xel'Naga của Gabriel Mesta  và StarCraft: The Dark Templar Saga của Christie Golden  tiếp tục mở rộng cốt truyện, tạo ra các thiết lập cho StarCraft II. Nhà xuất bản Simon & Schuster cũng công bố phát hành cuốn StarCraft: the Dark Templar Saga #1: Firstborn
vào cuối tháng 5 năm 2007 và cuốn StarCraft: the Dark Templar Saga#2: Shadow Hunters vào tháng 11 năm 2007.
Một số nhân vật hành động và tượng sưu tập dựa trên các nhân vật và các đơn vị trong StarCraft đã được sản xuất bởi ToyCom . Một số bộ dụng cụ mô hình, được thực hiện bởi Học viện Sở thích Model Kits, cũng được sản xuất, hiển thị quy mô 1/30 các phiên bản "Marine"  và "Hydralisk" . Ngoài ra Blizzard Entertainment cũng đã chấp thuận cho sự phát hành hai truyện ngắn trong tạp chí Amazing Stories, có tựa StarCraft: Hybrid và StarCraft: Revelations , Ngoài ra Blizzard Entertainment hợp tác với Fantasy Flight Games để tạo một bộ trò chơi được gọi là StarCraft the Board Game vào tháng 10 năm 2007 với các tác phẩm điêu khắc chi tiết của các nhân vật game.. Blizzard cũng cấp phép cho công ty phát hành game Wizards of the Coast phát hành trò chơi StarCraft Adventures đặt trong thế giới StarCraft. Những cuốn truyện tranh  và các tượng đồ chơi cũng được tạo ra dựa theo thế giới hay các nhân vật trong StarCraft .